# Jaroslav Walter
Jaroslav Walter (* 6. Januar 1939 in Sobědraž; † 20. Juni 2014 in Bratislava, Slowakei) war ein tschechoslowakischer Eishockeyspieler und -trainer.

## Karriere

### Als Spieler
Als Jugendlicher spielte Jaroslav Walter zunächst für Sokol Čimelice, ab 1953 dann für Jiskra Lovosice. 1956 wechselte er zum CHZ Litvínov, ehe er während seines Militärdienstes für den Armeesportklub Dukla Jihlava spielte. Nach Beendigung der Armeezeit kehrte er 1960 zum CHZ Litvínov zurück.
1964 ging er zu Slovan ChZJD Bratislava. Die drei letzten Jahre seiner aktiven Laufbahn verbrachte er ab 1969 in Österreich: zunächst beim EV Innsbruck, dann bei der ATSE Graz.
Bei den Olympischen Winterspielen 1964 in Innsbruck gewann er mit der Auswahl seines Landes die Bronzemedaille; zuvor hatte er mit den Tschechoslowaken bereits Platz drei bei der Weltmeisterschaft 1963 belegt. Insgesamt absolvierte der torgefährliche Angreifer 29 Länderspiele für die Tschechoslowakei.

### Als Trainer
Walters erste Trainerstation war der Slovan Bratislava von 1972 bis 1974, wo er Assistenztrainer von Jan Starsi war. Anschließend trainierte er Dukla Trenčín von 1974 bis 1978.
1978 wechselte er nach Deutschland zum ECD Iserlohn, den er von 1978 bis 1981 betreute und in die Bundesliga führte. Dann kehrte er nach Bratislava zurück und war außerdem als Junioren-Nationaltrainer der ČSSR tätig. Anschließend wurde er 1989 mit Dukla Trenčín tschechoslowakischer Vizemeister. Im Sommer 1989 nahm er erneut einen Posten in Deutschland beim Zweitligisten ERC Westfalen Dortmund an. Er wurde jedoch noch im selben Jahr entlassen und durch Gordon Blumenschein ersetzt.
Zwischen 1991 und Ende 1992 war er Assistenztrainer von Ivan Hlinka bei der tschechoslowakischen Nationalmannschaft und gewann mit dieser jeweils die Bronzemedaille bei den Olympischen Winterspielen 1992 und der Weltmeisterschaft im gleichen Jahr. Anschließend betreute er – wieder mit Hlinka als Cheftrainer – die tschechische Eishockeynationalmannschaft bei der Eishockey-Weltmeisterschaft 1993, wo diese die Bronzemedaille gewann.
Anfang Januar 1994 wurde er Cheftrainer bei den Eisbären Berlin. Auch zu Beginn der folgenden Saison betreute er die Eisbären, wurde aber Ende November 1994 entlassen.
In der Saison 1996/97 war er Cheftrainer beim HC Kometa Brno, der zuvor in die tschechischen Extraliga aufgestiegen war. Zwischen 1996 und 1998 betreute Walter erneut Dukla Trenčín und wurde mit der Mannschaft 1997 Slowakischer Meister.
2005 wurde er für seine Verdienste um den slowakischen Eishockeysport in die Slowakische Hockey Hall of Fame aufgenommen.
Am 20. Juni 2014 verstarb Walter in einem Krankenhaus in Bratislava.

## Erfolge und Auszeichnungen
- 1963 Bronzemedaille bei der Weltmeisterschaft
- 1964 Bronzemedaille bei den Olympischen Winterspielen
- 1989 Tschechoslowakischer Vizemeister mit dem HC Dukla Trenčín (als Trainer)
- 1992 Bronzemedaille bei den Olympischen Winterspielen (als Assistenztrainer)
- 1993 Bronzemedaille bei der Weltmeisterschaft (als Assistenztrainer)
- 1997 Slowakischer Meister mit dem HC Dukla Trenčín